# Seznam latvijskih biatloncev
Seznam latvijskih biatloncev.

## B
- Rūdis Balodis
- Baiba Bendika
- Jānis Bērziņš
- Renārs Birkentāls
- Andžela Brice
- Ilmārs Bricis
- Sanita Buliņa

## C
- Ieva Cederštrēma-Volfa

## D
- Ingus Deksnis
- Kaspars Dumbris

## G
- Līga Glāzere

## J
- Žanna Juškāne

## K
- Gerda Krūmiņa

## L
- Kristaps Lībietis
- Madara Līduma
- Daumants Lūsa

## M
- Oļegs Maļuhins
- Jūlija Matvijenko
- Edgars Mise
- Oskars Muižnieks

## N
- Jēkabs Nākums

## P
- Aleksandrs Patrijuks
- Edgars Piksons
- Ieva Pūce
- Rolands Pužulis

## R
- Andrejs Rastorgujevs

## S
- Linda Savlaka
- Roberts Slotiņš

## U
- Gundars Upenieks

## V
- Estere Volfa

## Z
- Raivis Zīmelis